# Tomasz Langer
Tomasz Langer (ur. 2 kwietnia 1939 w Warszawie, zm. 8 lipca 2007 w Gdańsku) – polski prawnik, profesor nauk prawnych, specjalista w zakresie teorii prawa i prawa wyznaniowego, w latach 1978–1981 dziekan Wydziału Prawa i Administracji Uniwersytetu Gdańskiego, adwokat.

## Życiorys
W Gdyni uzyskał świadectwo dojrzałości. W 1962 ukończył studia prawnicze na Wydziale Prawa i Administracji Uniwersytetu im. Adama Mickiewicza w Poznaniu. W 1964 zdał egzamin sędziowski. Pracę na macierzystym Wydziale rozpoczął w 1965. Tam też w 1966 uzyskał stopień naukowy doktora, a w 1972 stopień doktora habilitowanego nauk prawnych.
W 1972 przeszedł do pracy na Wydziale Prawa i Administracji Uniwersytetu Gdańskiego, gdzie został kierownikiem Zakładu (później Katedry) Teorii Państwa i Prawa. W latach 1975–1978 był prodziekanem tego Wydziału a w latach 1978–1981 jego dziekanem. W 1979 został profesorem nauk prawnych, a w 1990 profesorem zwyczajnym.
W latach 1988–1990 pełnił funkcję przewodniczącego Wojewódzkiej Rady Narodowej w Gdańsku. Później wykonywał zawód adwokata. Pochowany na cmentarzu katolickim w Sopocie (kwatera C6-1-31).

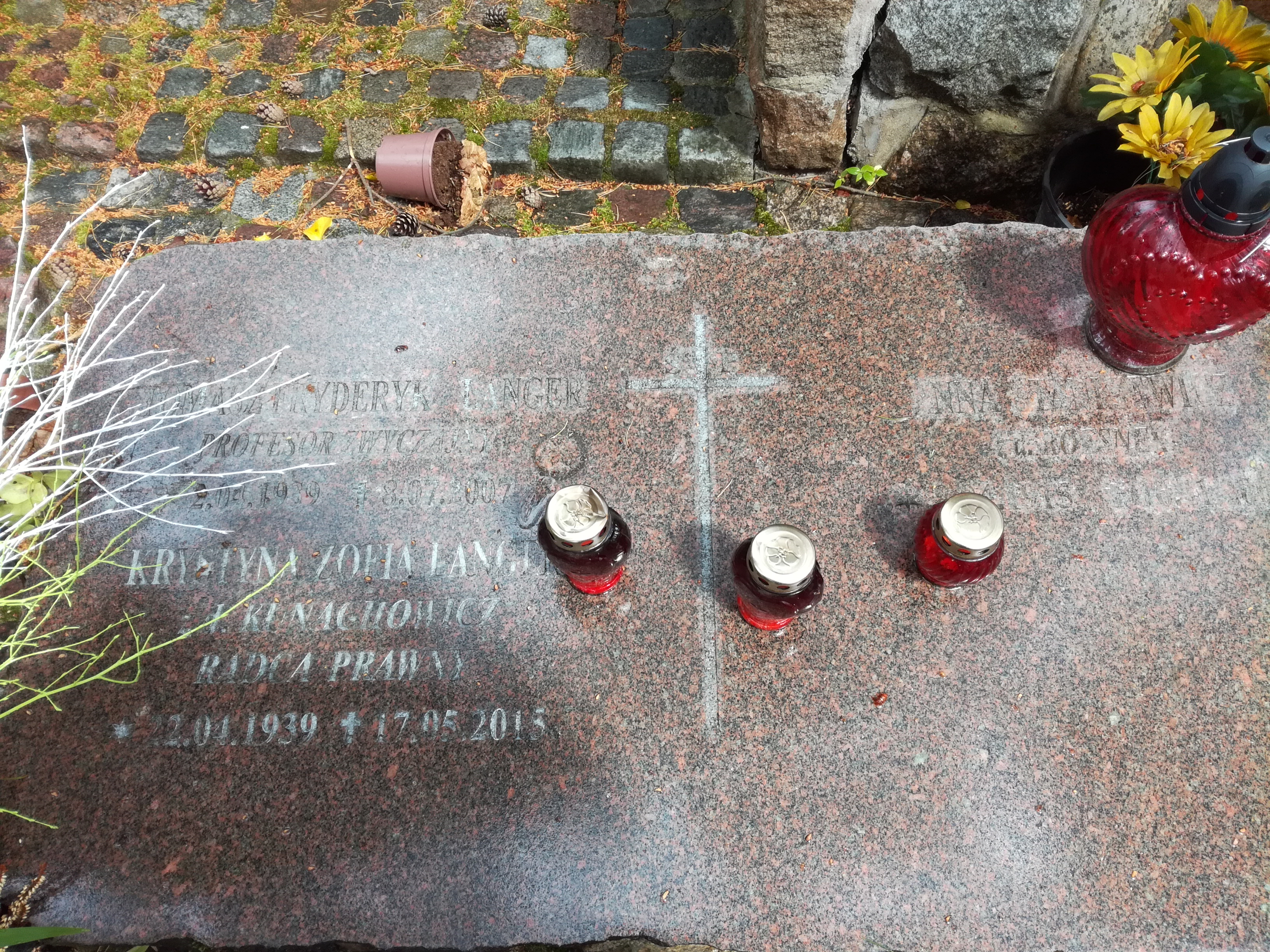
Grób prof. Tomasza Langera na cmentarzu katolickim w Sopocie

## Życie prywatne
Jego żoną była Krystyna Kunachowicz (1939-2015), córka rotmistrza Wiktora Kunachowicza. Mieli dwie córki.

## Członkostwo w korporacjach naukowych
- Komitet Nauk Prawnych Polskiej Akademii Nauk
- International Association for Philosophy of Law and Social Philosophy
- International Association of Legal Methodology
- Polish Association American Studies[2]

## Wybrane publikacje
- Państwo a nierzymskokatolickie związki wyznaniowe w Polsce Ludowej, Poznań 1967
- Amerykańska wersja analizy systemowej w nauce o państwie, Warszawa 1977
- Typ i forma państwa socjalistycznego, Poznań 1977
- Stany w USA. Instytucje – praktyka – doktryna, Warszawa 1988[2]